# 広電宮島ガーデン
株式会社広電宮島ガーデン（ひろでんみやじまガーデン）は、広島県広島市に本社を置き、同県廿日市市と山口県下松市で物品販売・飲食業を営む会社である。広島電鉄の完全子会社。

## 宮島口店
広島県廿日市市の広電宮島口駅隣接地にある。

### 旧店舗（広電宮島ガーデン→もみじ本陣）
1966年4月開業。開業当初は会社名と同じ広電宮島ガーデンを名乗り、高さ60mの宮島タワーを併設していた。タワーは1997年に解体され、その後2002年にもみじ本陣としてリニューアルされた。3階建3200平方メートルの建物に、閉店時点では、テナント7店舗と直営のレストラン・物販店が入居していた。また、広島電鉄から定期券販売業務を受託していた。
「厳島港宮島口地区港湾整備事業」により現在地への移転が決定し、2019年12月に閉店した。跡地には広電宮島口駅が移設される予定である。

### 現店舗（etto）
「厳島港宮島口地区港湾整備事業」により、フェリー乗り場北側に横並びとなる位置に2020年4月2日に開業した。2階建1600平方メートルの建物に、土産物屋・飲食店など16店舗が入る。
広島電鉄の定期券販売については引き継がず、広電宮島口駅で実施している。
2021年度にはグッドデザイン賞受賞。

## サービスエリア事業
山陽自動車道宮島サービスエリア（広島県廿日市市）下りと下松サービスエリア（山口県下松市）下りの運営を行っている。

## オンラインショップ
もみじ本陣時代はウェブサイト上で土産物などの販売を行っていたが、2020年6月現在「準備中」となっている。